# ジャン・ドルレアン (アングレーム伯)

アングレーム伯ジャンの紋章

ジャン・ドルレアン（Jean d'Orléans、1400年 - 1467年4月30日）は、ヴァロワ＝オルレアン家の庶子であり、フランスの軍人である。デュノワ伯（Count of Dunois）およびロングヴィル伯（Count of Longueville）の称号を有した。百年戦争後期において、ジャンヌ・ダルクの協力者として重要な役割を果たしたことで知られる。

## 生涯
ジャン・ドルレアンは、1400年にオルレアン公ルイ1世と、その愛妾であるマリエット・ダンギャン（Mariette d'Enghien）との間に生まれた庶子である。異母兄には詩人としても知られるオルレアン公シャルルがいた。彼は幼少期から軍事的な訓練を受け、その才能を開花させた。

### 百年戦争における活躍
ジャン・ドルレアンは、百年戦争の局面においてフランス軍の重要な指揮官として活躍した。特に、1428年から1429年にかけてのオルレアン包囲戦においては、ジャンヌ・ダルクとともに都市の防衛と解放に貢献した。彼はジャンヌ・ダルクの軍事的な助言を尊重し、彼女の指揮下で数々の勝利を収めた。パテーの戦いやルーアンの奪還など、多くの主要な戦闘に参加し、その武功は高く評価された。

### 戦後の活動と晩年
百年戦争終結後も、ジャン・ドルレアンはフランス王国の重臣としてその手腕を発揮した。彼は外交交渉にも携わり、フランスの政治的安定に貢献した。1439年にはデュノワ伯、1443年にはロングヴィル伯に叙せられた。彼はまた、フランスの貴族社会においても影響力のある人物であった。ジャン・ドルレアンは1467年4月30日に死去した。

## 評価
ジャン・ドルレアンは、その生涯を通じてフランス王国への忠誠心と卓越した軍事的手腕を示した。特にジャンヌ・ダルクとの協力関係は、百年戦争の転換点において決定的な役割を果たしたとされている。彼は「フランスの救世主」とも称され、その功績は現代においても高く評価されている。

## 参考書籍
- Kelly DeVries, Joan of Arc: A Military Leader, Sutton Publishing, 2005.
- Edouard Perroy, The Hundred Years War, Capricorn Books, 1965.